# Уляскі-Ґжмйонцькі
Уляскі-Ґжмйонцькі (пол. Ulaski Grzmiąckie) — село в Польщі, у гміні Висьмежиці Білобжезького повіту Мазовецького воєводства.
Населення — 202 особи (2011).
У 1975-1998 роках село належало до Радомського воєводства.

## Демографія
Демографічна структура станом на 31 березня 2011 року:
|          | Загалом | Допрацездатний вік | Працездатний вік | Постпрацездатний вік |
| -------- | ------- | ------------------ | ---------------- | -------------------- |
| Чоловіки | 102     | 20                 | 69               | 13                   |
| Жінки    | 100     | 25                 | 47               | 28                   |
| Разом    | 202     | 45                 | 116              | 41                   |